# You Lie
"You Lie" é uma canção da banda norte-americana de música country The Band Perry. A canção foi extraída como terceiro single oficial do álbum de estreia da banda, The Band Perry, lançado em 2010.

## Charts
| Chart (2011)                             | Melhor posição |
| ---------------------------------------- | -------------- |
| Estados Unidos - Billboard Country Songs | 2              |
| Estados Unidos - Billboard Hot 100       | 42             |